# David Grazioso
David Grazioso (Bagnolo, 2 aprile 1921 – Bagnolo, 24 luglio 2003) è stato un pittore italiano, fondatore nel 1959 del Movimento Astralista.

## Biografia
Nato a Bagnolo di Santa Fiora (Grosseto) nel 1921, entra a far parte del gruppo della "Balduina" con Ferdinando Bellorini e Sante Monachesi.
Il 14 settembre 1959 fonda con Saverio Ungheri, Sante Monachesi, Claudio Del Sole e Sandro Trotti il Movimento Astralista, firmando il primo Manifesto Astralista.